# Верификация подписи

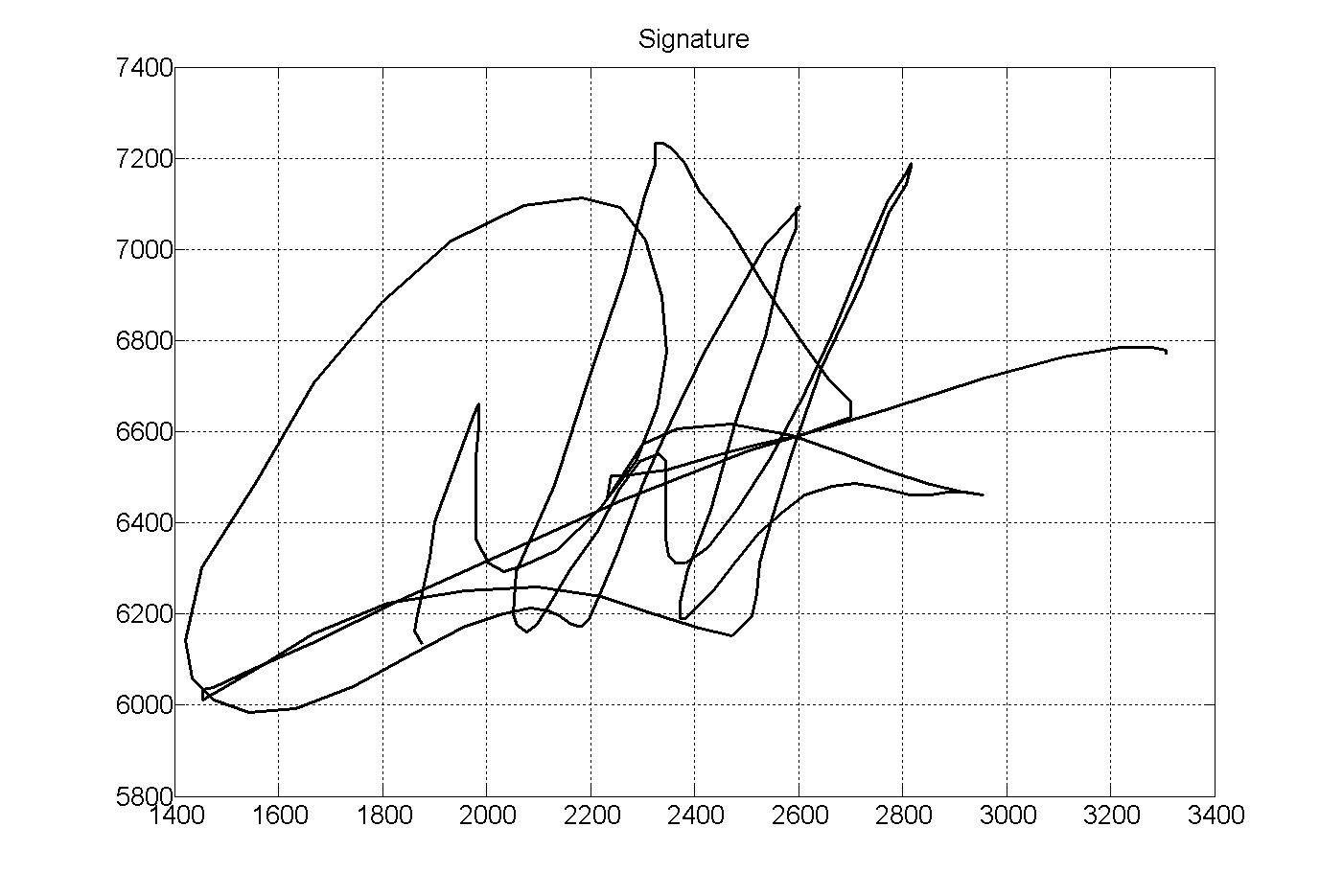
Пример подписи

Верифика́ция по́дписи — биометрическая технология, использующая подпись для идентификации личности.
Верификация подписи может быть применима в областях, требующих автоматизацию документооборота, например, банковское или судебное дело. Алгоритмы распознавания подписи опираются на алгоритмы распознавания образов или математические методы анализа кривых, так как подпись может быть представлена набором точек. Поэтому в задаче верификации часто используется разложение в ряды или аппроксимация кривыми.

## История возникновения
Подпись является одним из самых распространенных способов подтверждения документов. Но, несмотря на распространенность использования подписи, визуально достаточно сложно отличить настоящую подпись от подделки, ведь даже две подписи одного и того же человека могут существенно различаться. Поэтому встает задача создания автоматических устройств распознавания подписи. Такие системы должны иметь достаточно высокий уровень точности распознавания.
Основой аутентификации личности по подписи являются относительная уникальность и стабильность характеристик процесса написания, которые могут быть использованы для сравнения двух образцов подписи.
Развитие технологий позволило выявить и оценить количественно различные характеристики написания подписи. Для ввода подписи стали использоваться графические планшеты, отмечающие в определенные моменты времени положение конца ручки, а также угол наклона ручки и оказываемое на планшет давление. Данные, получаемые с помощью графических планшетов, отражают динамику мускульных движений руки, и, следовательно, являются биометрической характеристикой конкретного человека.
Очевидно, что подпись обладает меньшей стабильностью, чем некоторые другие биометрические характеристики. Но задача верификации подписи остается актуальной, так как подтверждение подписью является привычным способом подтверждения документов и операций.

## Методы распознавания подписи
Задачу аутентификации пользователя по подписи можно разделить на несколько этапов.
Сначала происходит регистрация эталона подписи. Человеку предлагается несколько раз ввести подпись для сбора статистики. Затем происходит выявление и анализ уникальных характеристик пользователя, выражение этих характеристик количественно, а также определение эталонных данных и допустимое отклонение от них. Под эталонными данными подразумевается массив, который ставится в соответствие личной подписи и с которым будет в дальнейшем производиться сравнение.
Далее происходит ввод образца подписи. На этом этапе выделяются характеристики введенного образца подписи аналогично регистрации эталона.
Затем сравниваются характеристики эталона и образца, происходит оценка, насколько они совпадают. При достаточной степени совпадения образец подписи считается подлинным. В противном случае, образец считается подделкой.

 Методы распознавания подписи разделяются на два типа по способу получения данных.

### Статический метод
Статический метод предполагает, что человек расписывается на бумаге, изображение сканируется или фотографируется, а далее биометрическая система анализирует полученное изображение. Часто этот метод называют «off-line» методом. Статический метод дает меньше информации по сравнению с динамическим методом, так как известны лишь координаты точек.

### Динамический метод

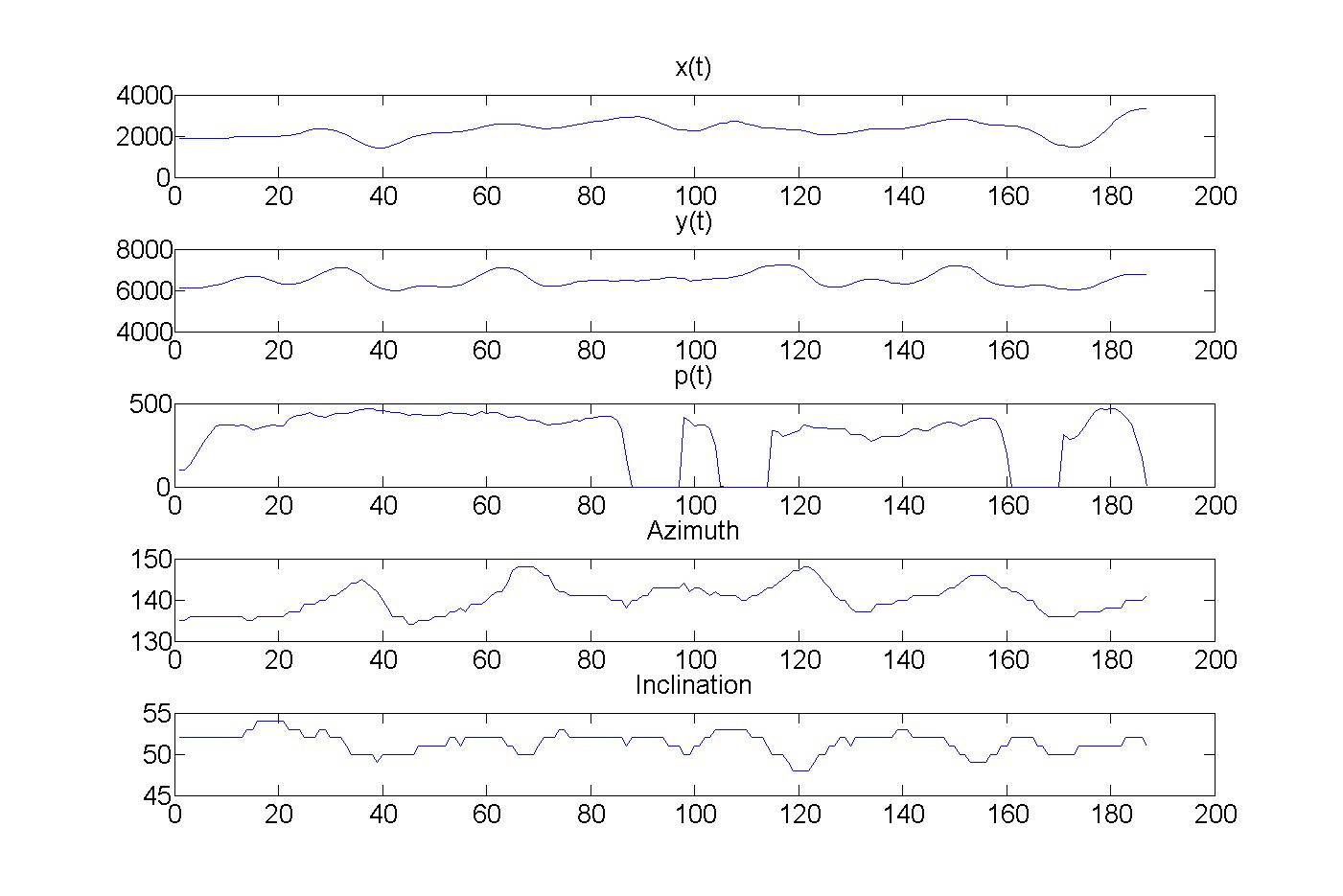
Динамические характеристики подписи

Динамический метод предполагает, что человек расписывается в графическом планшете, который считывает подпись в режиме реального времени. Этот метод называют также «on-line» методом. Динамическая информация может содержать в себе следующие характеристики:
- пространственная координата конца пера x(t),
- пространственная координата конца пера y(t),
- давление конца пера на планшет,
- угол движения пера,
- наклон пера.

Динамический метод имеет более высокую степень надежности, так как, помимо статической информации, содержит дополнительную, динамическую. Соответственно, последний метод получил большую степень распространения,
, 
.

## Алгоритмы распознавания подписи
Для каждого человека можно выявить уникальные характеристики при написании подписи. Исследования в области биометрии предполагают выбор оптимального способа сравнения двух биометрических объектов для конкретного человека. Например, для одного человека характерно быстрое написание подписи с резкими пиками и впадинами, а для другого — постоянно сильное давление на ручку и гладкость линии. Существует достаточное количество алгоритмов выявления различных характеристик подписи и дальнейшего их сравнения. Разные алгоритмы отражают разные свойства подписи, поэтому в общем случае нельзя сравнивать алгоритмы между собой.

### Алгоритм, основанный на распознавании образов
Популярные техники теории распознавания образов применимы и для распознавания подписи. Например, скрытая марковская модель и алгоритм динамического трансформирования времени (DTW алгоритм). Также возможны комбинации методов.
Подпись предварительно разбивается на участки следующим образом. Вычисляются координаты геометрического центра всей подписи, а затем подпись разбивается на два участка относительно центра масс. Далее разбиение продолжается на каждом участке. После завершения разбиения каждому участку подписи ставится в соответствие эллипс инерции. Эллипсом инерции в данном случае называется эллипс, центр которого совпадает с геометрическим центром участка подписи, а сам эллипс строится аналогично эллипсу инерции физического тела, принимая массу точки подписи за единицу. Таким способом строится пирамидальное представлением подписи эллиптическими примитивами. В дальнейшем сравнение осуществляется между представлениями подписи.

### Алгоритм аппроксимации кривыми Безье
Со считывающего устройства считываются координаты точек подписи. Затем происходит разбиение массива точек на участки, например, по принципу выделения локальных экстремумов по осям или разбиение точками пересечения линий подписи. После этого на каждом из участков проводится кривая Безье на основе набора точек участка. Таким образом, каждому участку сопоставляется массив коэффициентов, задающих кривую Безье. Сравнение двух подписей осуществляется сопоставлением соответствующих участков подписей и дальнейшим сравнением коэффициентов при аппроксимирующем многочлене Безье на участках.

### Алгоритм на основе вычисления матрицы расстояния
Результатом действия алгоритма является матрица расстояний, инвариантная относительно сдвига, поворота и изменения масштаба. Иными словами, если взять образец подписи, затем растянуть, повернуть и сдвинуть подпись, то матрица расстояний будет такая же как и у исходной подписи. Матрица вычисляется следующими действиями:

1. Центрируются исходные данные относительно среднего значения
{\displaystyle x_{i}:=x_{i}-x_{c}}
2. Вычисляются нормированные на элемент, имеющий максимальную величину, координаты
{\displaystyle x_{i}:=x_{i}/max(x)}
3. Вычисляется матрица расстояния для всей совокупности нормированных координат
{\displaystyle r={\begin{pmatrix}r_{11}&r_{12}&..&r_{1n}\\r_{21}&r_{22}&..&r_{2n}\\.&.&.&.\\r_{n1}&r_{n2}&.&r_{nn}\end{pmatrix}},r_{ij}} — расстояние между i-й и j-й координатами.
В дальнейшем, сравниваются матрицы расстояний двух подписей.

### Алгоритм сопоставления локальных экстремумов

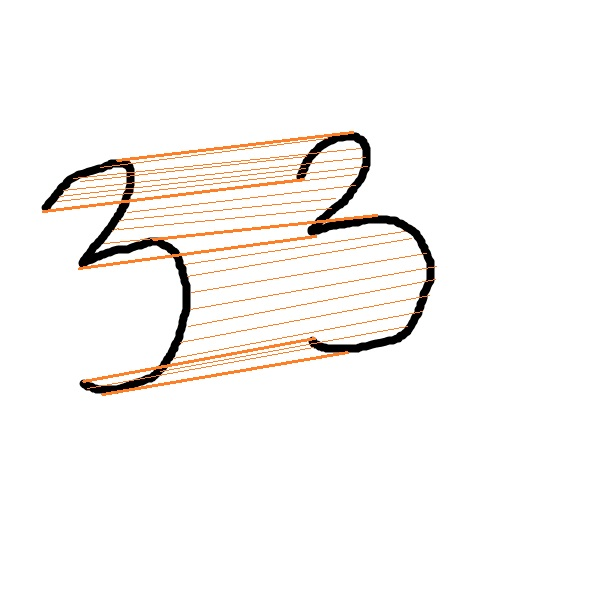
Сопоставление локальных экстремумов подписи

Распознавание подписи является достаточно схожей задачей по отношению к распознаванию человеческой речи. Поэтому существующие методы в области распознавания речи применимы к распознаванию рукописного текста с некоторыми дополнениями.
Одним из основных методов верификации является подход с использованием нейронных сетей и сопоставление точек динамических кривых методом динамической трансформации временной шкалы(DTW алгоритм). Метод DTW имеет некоторые недостатки: трудоемкость вычислений и приведение даже поддельной подписи к эталонному виду. Чтобы устранить эти недостатки был предложен метод сравнения подписей на основе поиска соответствия экстремальных точек (extreme points warping, EPW).
Из зависимости x(t) и y(t) выделяется последовательность максимумов и минимумов. Поэтому следует находить соответствия между точками, заключенными между соответствующими минимумом и максимумом. После того, как построено соответствие точек одной подписи точкам другой подписи, сравниваются непосредственно соответствующие друг другу точки разных подписей.

### Алгоритм, основанный на разложении функций X(t), Y(t), P(t) в ряды
Разложение в ряды позволяет компактно хранить данные о подписи с возможностью исходных восстановления и отображает динамику написания подписи.
Функции X(t), Y(t), P(t) могут быть разложены по коэффициентам Фурье или вейвлет-разложения. Далее сравнение подписей производится сравнением соответствующих массивов коэффициентов разложения. По полученному массиву коэффициентов разложения также возможно восстановление исходных функций.
При использовании вейвлет-преобразования уменьшается количество ошибок первого рода, при фиксированной ошибке второго рода. Но следует отметить, что вейвлет-преобразование имеет большую вычислительную сложность алгоритмов, нежели преобразования Фурье, для которого существует алгоритм быстрого преобразования Фурье.
Часто сравниваются дополнительные характеристики подписи: отношение длины подписи к её ширине, угол наклона подписи, угол наклона между центрами половин подписи.

## Область применения
Технология может использоваться в целом ряде приложений, включая:
- банковское дело;
- страховое дело;
- электронную коммерцию;
- автоматизацию офисной деятельности;
- автоматизацию подписания государственных бумаг;
- контроль физического доступа;
- контроль заключенных;
- учёт рабочего времени.